# Liste des monuments historiques de Périgueux
Ce tableau présente la liste de tous les monuments historiques classés ou inscrits dans la ville de Périgueux, Dordogne, en France.
En 1970, un secteur sauvegardé est créé dans le centre-ville de Périgueux par application de la loi Malraux.

## Statistiques
Périgueux compte 45 édifices comportant au moins une protection au titre des monuments historiques, soit 5 % des monuments historiques du département de la Dordogne. Quatre d'entre eux font l'objet de deux protections et un autre (la citadelle gallo-romaine) de cinq protections. 23 édifices comportent au moins une partie classée ; les 22 autres sont inscrits.
Le graphique suivant résume le nombre d'actes de protection par décennies depuis 1840 :

## Liste
| Monument | Adresse                                                                    | Coordonnées                      | Notice         | Protection             | Date                             | Illustration |
| --- | -------------------------------------------------------------------------- | -------------------------------- | -------------- | ---------------------- | -------------------------------- | --- |
| Amphithéâtre de Périgueux | boulevard des Arènes                                                       | 45° 10′ 58″ nord, 0° 42′ 48″ est | « PA00082724 » | Classement             | 1840                             | Amphithéâtre de Périgueux |
| Cathédrale Saint-Front | rue Denfert-Rochereau et place de la Clautre                               | 45° 11′ 01″ nord, 0° 43′ 22″ est | « PA00082725 » | Classement             | 1840 1889                        | Cathédrale Saint-Front |
| Château Barrière | rue de Turenne                                                             | 45° 10′ 53″ nord, 0° 42′ 44″ est | « PA00082726 » | Classement             | 1862                             | Château Barrière |
| Citadelle gallo-romaine de Vésone (porte romaine dite porte Normande) | rue de Turenne                                                             | 45° 10′ 56″ nord, 0° 42′ 44″ est | « PA00082727 » | Classement             | 12 juillet 1886                  | Citadelle gallo-romaine de Vésone (porte romaine dite porte Normande) |
| Citadelle gallo-romaine de Vésone (fragments romains) | rue de Turenne                                                             | 45° 10′ 54″ nord, 0° 42′ 43″ est | « PA00082727 » | Classement             | 1889                             | Citadelle gallo-romaine de Vésone (fragments romains) |
| Citadelle gallo-romaine de Vésone : restes des remparts (dont la porte de Mars) sis dans les propriétés de la congrégation Sainte-Marthe, de deux particuliers et de la ville de Périgueux | rue de la Cité, rue Émile-Combes, rue Romaine et rue de Turenne            | à géolocaliser                   | « PA00082727 » | Classement             | 7 janvier 1942                   | Citadelle gallo-romaine de Vésone : restes des remparts (dont la porte de Mars) sis dans les propriétés de la congrégation Sainte-Marthe, de deux particuliers et de la ville de Périgueux |
| Citadelle gallo-romaine de Vésone (partie de l'enceinte gallo-romaine appartenant au Centre national de la préhistoire, dépendant du ministère de la Culture)                              | rue du 26e R.I.                                                            | 45° 10′ 51″ nord, 0° 42′ 47″ est | « PA00082727 » | Classement             | 13 octobre 1942                  | Citadelle gallo-romaine de Vésone (partie de l'enceinte gallo-romaine appartenant au Centre national de la préhistoire, dépendant du ministère de la Culture)                              |
| Citadelle gallo-romaine de Vésone (partie de l'enceinte gallo-romaine située dans une propriété privée, l'Hôtel de Lestrade)                                                               | 5 rue Romaine                                                              | 45° 10′ 50″ nord, 0° 42′ 51″ est | « PA00082727 » | Classement             | 13 octobre 1942                  | Citadelle gallo-romaine de Vésone (partie de l'enceinte gallo-romaine située dans une propriété privée, l'Hôtel de Lestrade)                                                               |
| Couvent Sainte-Marthe (chapelle Saint-Jean-Baptiste) | place de la Cité                                                           | 45° 10′ 56″ nord, 0° 42′ 53″ est | « PA00082728 » | Classement             | 29 novembre 1888                 | Couvent Sainte-Marthe (chapelle Saint-Jean-Baptiste) |
| Église Saint-Étienne-de-la-Cité | place de la Cité                                                           | 45° 10′ 54″ nord, 0° 42′ 53″ est | « PA00082729 » | Classement             | 1840                             | Église Saint-Étienne-de-la-Cité |
| Hôtel Brou de Laurière | 7 avenue Georges-Pompidou                                                  | 45° 11′ 16″ nord, 0° 43′ 17″ est | « PA24000054 » | Inscription            | 4 juillet 2006                   | Hôtel Brou de Laurière |
| Hôtel d'Abzac de La Douze | 12 rue Limogeanne et 2 rue Lammary                                         | 45° 11′ 06″ nord, 0° 43′ 20″ est | « PA00082730 » | Inscription            | 28 novembre 1938                 | Hôtel d'Abzac de La Douze |
| Hôtel de Fayolle (portail) | 14 rue Barbecane                                                           | 45° 11′ 07″ nord, 0° 43′ 30″ est | « PA00082732 » | Inscription            | 23 novembre 1970                 | Hôtel de Fayolle (portail) |
| Hôtel de la Division | place Yves-Guéna                                                           | 45° 11′ 15″ nord, 0° 43′ 19″ est | « PA00082731 » | Inscription            | 9 novembre 1960                  | Hôtel de la Division |
| Hôtel de la Monnaie ou Hôtel des Monnaies, ou Maison du Gouverneur, ou Hôtel de Langlade                                                                                                   | 24 rue du Plantier                                                         | 45° 11′ 06″ nord, 0° 43′ 27″ est | « PA00082734 » | Inscription Classement | 28 novembre 1938 30 juillet 1980 | Hôtel de la Monnaie ou Hôtel des Monnaies, ou Maison du Gouverneur, ou Hôtel de Langlade                                                                                                   |
| Hôtel de préfecture de la Dordogne | 2 rue Paul-Louis-Courier et allées de Tourny                               | 45° 11′ 12″ nord, 0° 43′ 33″ est | « PA00082736 » | Inscription            | 29 octobre 1975                  | Hôtel de préfecture de la Dordogne |
| Hôtel de Nervaux (escalier intérieur) | 14 rue du Plantier                                                         | 45° 11′ 05″ nord, 0° 43′ 26″ est | « PA00082735 » | Inscription            | 28 septembre 1970                | Image manquante Téléverser |
| Hôtel de Sallegourde | 8 rue Aubergerie                                                           | 45° 10′ 56″ nord, 0° 43′ 17″ est | « PA00082738 » | Inscription            | 12 janvier 1931                  | Hôtel de Sallegourde |
| Hôtel Gamenson ou Logis Saint-Front | 7 rue de la Constitution                                                   | 45° 11′ 05″ nord, 0° 43′ 24″ est | « PA00082733 » | Classement             | 16 octobre 1964                  | Hôtel Gamenson ou Logis Saint-Front |
| Hôtel de Saint-Astier (escalier Renaissance) | 2 rue de la Miséricorde                                                    | 45° 11′ 04″ nord, 0° 43′ 20″ est | « PA00082737 » | Classement             | 8 août 1923                      | Hôtel de Saint-Astier (escalier Renaissance) |
| Hôtel Salleton | 15 boulevard Georges-Saumande, avenue Daumesnil et 2 rue du Port-de-Graule | 45° 11′ 02″ nord, 0° 43′ 28″ est | « PA00082754 » | Inscription            | 30 novembre 1938                 | Hôtel Salleton |
| Maison du Thouin | 1 rue de l'Harmonie                                                        | 45° 10′ 59″ nord, 0° 43′ 23″ est | « PA00082741 » | Inscription            | 4 octobre 1946                   | Maison du Thouin |
| Hôtel | 1 rue du Calvaire et 5 rue Saint-Roch                                      | 45° 10′ 58″ nord, 0° 43′ 17″ est | « PA00082739 » | Inscription            | 24 juin 1948                     | Hôtel |
| Immeuble (porte au rez-de-chaussée comprenant un cintre avec encadrement mouluré et deux arcades aux claveaux moulurés situées de part et d'autre)                                         | 3 rue Denfert-Rochereau                                                    | 45° 11′ 02″ nord, 0° 43′ 19″ est | « PA00082740 » | Inscription            | 8 juin 1939                      | Immeuble (porte au rez-de-chaussée comprenant un cintre avec encadrement mouluré et deux arcades aux claveaux moulurés situées de part et d'autre)                                         |
| Immeuble (porte dans la cour) | 3 rue du Plantier                                                          | 45° 11′ 04″ nord, 0° 43′ 25″ est | « PA00082742 » | Inscription            | 24 juin 1948                     | Image manquante Téléverser |
| Hôtel (escalier en pierre) | 8 rue de la Sagesse                                                        | 45° 11′ 05″ nord, 0° 43′ 18″ est | « PA00082743 » | Inscription            | 12 décembre 1936                 | Image manquante Téléverser |
| Loge maçonnique | 10 rue Saint-Front                                                         | 45° 11′ 05″ nord, 0° 43′ 23″ est | « PA00082744 » | Inscription            | 29 octobre 1975                  | Loge maçonnique |
| Couvent des Dames de la Foi (façade) Maison du Temple, maison d'Arnault de Laborie | 4-6 rue des Farges                                                         | 45° 10′ 59″ nord, 0° 43′ 13″ est | « PA00082750 » | Classement             | 17 mars 2011                     | Couvent des Dames de la Foi (façade)Maison du Temple, maison d'Arnault de Laborie |
| Maison des Consuls | 16 boulevard Georges-Saumande                                              | 45° 11′ 02″ nord, 0° 43′ 28″ est | « PA00082752 » | Classement             | 1889                             | Maison des Consuls |
| Maison du Pâtissier Maison Tenant | 17 rue Éguillerie                                                          | 45° 11′ 06″ nord, 0° 43′ 18″ est | « PA00082749 » | Classement             | 2 mai 1902                       | Maison du PâtissierMaison Tenant |
| Eschif, appelé à tort « Moulin Saint-Front » | 9 boulevard Georges-Saumande                                               | 45° 11′ 00″ nord, 0° 43′ 26″ est | « PA00082751 » | Classement             | 17 mai 1977                      | Eschif, appelé à tort « Moulin Saint-Front » |
| Maison médiévale | 6 rue Notre-Dame                                                           | 45° 11′ 06″ nord, 0° 43′ 24″ est | « PA24000043 » | Inscription            | 8 octobre 2004                   | Maison médiévaleR. Desbarats, Maison rue Notre-Dame à Périgueux, dans Bulletin de la Société historique et archéologique du Périgord, 1965, t. 92, p. 177 (lire en ligne)                  |
| Hôtel de Lestrade ou Hôtel de la Joubertie | 1 rue de la Sagesse et 11 place du Coderc                                  | 45° 11′ 04″ nord, 0° 43′ 17″ est | « PA00082758 » | Inscription Classement | 20 novembre 2003 27 juin 2005    | Hôtel de Lestrade ou Hôtel de la Joubertie |
| Maison Lambert (Maison Renaissance ou maison à colonnes) | 17 boulevard Georges-Saumande                                              | 45° 11′ 03″ nord, 0° 43′ 28″ est | « PA00082753 » | Classement             | 1889                             | Maison Lambert (Maison Renaissance ou maison à colonnes) |
| Maison Estignard, ou Hôtel Fayard, ou maison Renaissance | 3, 5 rue Limogeanne                                                        | 45° 11′ 05″ nord, 0° 43′ 19″ est | « PA00082755 » | Classement             | 1889                             | Maison Estignard, ou Hôtel Fayard, ou maison Renaissance |
| Hôtel de Chilhaud (façade sur cour) | 11 rue de la Sagesse                                                       | 45° 11′ 06″ nord, 0° 43′ 17″ est | « PA00082760 » | Inscription            | 28 novembre 1938                 | Image manquante Téléverser |
| Maison | 19 boulevard Georges-Saumande (anciennement rue des Quais)                 | 45° 11′ 03″ nord, 0° 43′ 29″ est | « PA00082757 » | Inscription            | 6 janvier 1927                   | Maison |
| Hôtel de Mèredieu d'Ambois | 2 rue de la Nation                                                         | 45° 11′ 03″ nord, 0° 43′ 23″ est | « PA00082756 » | Inscription            | 16 décembre 1947                 | Hôtel de Mèredieu d'Ambois |
| Hôtel de Crémoux (portail) | 3 rue de la Constitution                                                   | 45° 11′ 05″ nord, 0° 43′ 23″ est | « PA00082748 » | Inscription            | 12 décembre 1936                 | Hôtel de Crémoux (portail) |
| Hôtel (façades sur rues) | 3 rue de la Sagesse et rue Malesherbes                                     | 45° 11′ 05″ nord, 0° 43′ 17″ est | « PA00082759 » | Inscription            | 28 novembre 1938                 | Hôtel (façades sur rues) |
| Maison de Saint-Astier, ou ancienne maison du Vigier | 3 rue du Calvaire                                                          | 45° 10′ 58″ nord, 0° 43′ 18″ est | « PA00082745 » | Inscription            | 22 novembre 1938                 | Maison de Saint-Astier, ou ancienne maison du VigierArlette Higounet-Nadal propose d'y placer l'ancien hôtel du vigier de Périgueux.                                                       |
| Hôtel | 4 place de la Clautre et 7 rue du Calvaire                                 | 45° 11′ 00″ nord, 0° 43′ 18″ est | « PA00082746 » | Inscription            | 4 octobre 1946                   | Hôtel |
| Hôtel | 8 place de la Clautre et rue du Séminaire                                  | 45° 10′ 59″ nord, 0° 43′ 19″ est | « PA00082747 » | Inscription            | 4 octobre 1946                   | Hôtel |
| Hôtel | 9 allées de Tourny                                                         | 45° 11′ 14″ nord, 0° 43′ 23″ est | « PA24000046 » | Inscription            | 23 mai 2005                      | Hôtel |
| Musée d'Art et d'Archéologie du Périgord | 22 cours Tourny                                                            | 45° 11′ 10″ nord, 0° 43′ 25″ est | « PA24000099 » | Inscription            | 5 mars 2020                      | Musée d'Art et d'Archéologie du Périgord |
| Palais de justice | 19 bis boulevard Michel-de-Montaigne                                       | 45° 11′ 12″ nord, 0° 43′ 12″ est | « PA24000015 » | Inscription            | 10 octobre 1997                  | Palais de justice |
| Tour de Vésone | Jardin de Vésone                                                           | 45° 10′ 46″ nord, 0° 42′ 52″ est | « PA00082762 » | Classement             | 1846                             | Tour de Vésone |
| Tour Mataguerre | rue de la Bride                                                            | 45° 10′ 58″ nord, 0° 43′ 09″ est | « PA00082761 » | Classement             | 1840                             | Tour Mataguerre |
| Villa gallo-romaine dite « des Bouquets » | rue des Bouquets                                                           | 45° 10′ 46″ nord, 0° 42′ 47″ est | « PA00082763 » | Classement             | 25 octobre 1963                  | Villa gallo-romaine dite « des Bouquets » |